# دان آدامز (هنرپیشه)
 دان آدامز (انگلیسی: Don Adams؛ ۱۳ آوریل ۱۹۲۳ – ۲۵ سپتامبر ۲۰۰۵) یک هنرپیشه اهل ایالات متحده آمریکا بود. وی بین سال‌های ۱۹۵۴ تا ۲۰۰۵ میلادی فعالیت می‌کرد.